# Музыка Мадейры

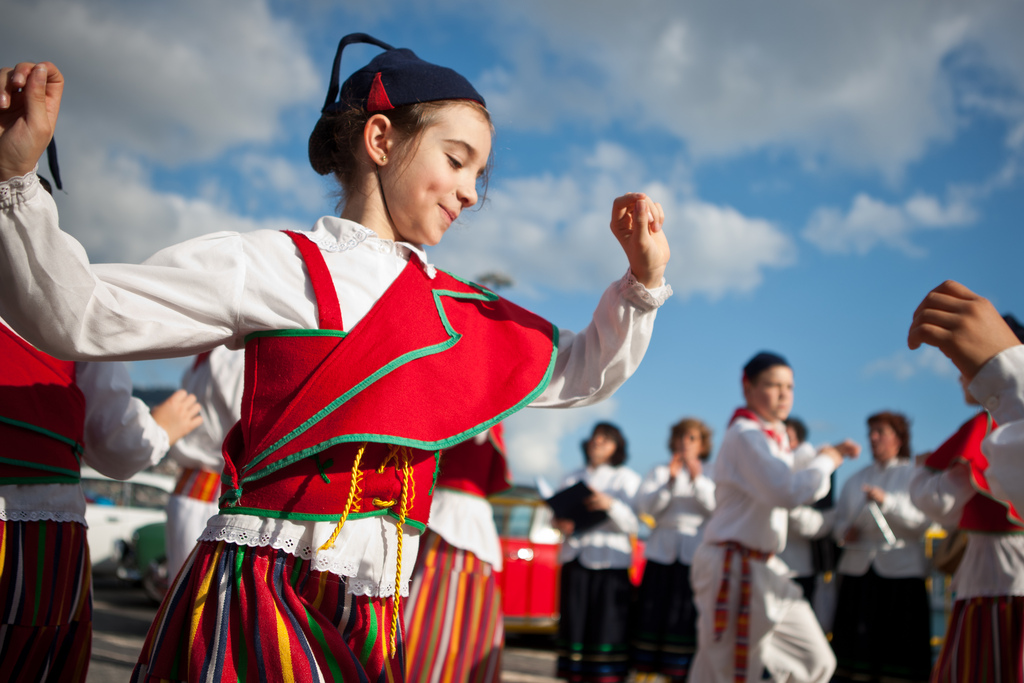
Танец «Bailinho da Madeira»

Музыка Мадейры — культурное наследие Мадейры, отображаемое в местной фольклорной музыке. Из национальных музыкальных инструментах наиболее известны: мачете, ражанью, бринкинью и кавакинью, которые также используются в традиционных фольклорных танцах, как «Bailinho da Madeira».

## История
Эмигранты с Мадейры также повлияли на создание новых музыкальных инструментов. В 1880-х годах укулеле была создана на основе двух небольших гитароподобных инструментов мадейрского происхождения: кавакиньо и раджао. Укулеле была завезена на Гавайские острова португальскими иммигрантами с Мадейры и Кабо-Верде. В частности, трое иммигрантов, мадейрские краснодеревщики Мануэль Нуньес, Хосе ду Эспириту Санту и Аугусто Диас, обычно считаются первыми изготовителями укулеле. Через две недели после высадки с корабля SS Ravenscrag в конце августа 1879 года газета «Hawaiian Gazette» сообщила, что «жители Мадейры недавно прибыли сюда и радуют людей ночными уличными концертами».